# Leptophion longicornis
Leptophion longicornis är en stekelart som först beskrevs av Szepligeti 1905.  Leptophion longicornis ingår i släktet Leptophion och familjen brokparasitsteklar. Inga underarter finns listade i Catalogue of Life.